# Araneus groenlandicola
Araneus groenlandicola là một loài nhện trong họ Araneidae.
Loài này thuộc chi Araneus. Araneus groenlandicola được Embrik Strand miêu tả năm 1906.